# Amorphophallus coudercii
Amorphophallus coudercii är en kallaväxtart som först beskrevs av Josef Bogner, och fick sitt nu gällande namn av Josef Bogner. Amorphophallus coudercii ingår i släktet Amorphophallus och familjen kallaväxter. Inga underarter finns listade.